# Mukaczewo (stacja kolejowa)
Mukaczewo (ukr. Мукачево; do 2017 r. Мукачеве, ros. Мукачево, węg. Munkács, słow. Mukačevo) – stacja kolejowa w Mukaczewie, w obwodzie zakarpackim, na Ukrainie. Jest częścią administracji użhorodzkiej Kolei Lwowskiej. Znajduje się na linii Lwów – Stryj – Batiowo – Czop.
Stacja obsługuje głównie ruch regionalny i międzyregionalny.